# Megazostrodon
Megazostrodon foi um mammaliaforme que viveu nos períodos triássico e jurássico. Era um animal pequeno e tímido que vivia provavelmente à noite para se esconder dos dinossauros; era insetívoro e se assemelhava muito a um musaranho. Ele é, provavelmente, o ancestral direto dos mamíferos e portanto dos seres humanos.